# Denisa Chládková
Denisa Chládková (Praag, 8 februari 1979) is een voormalig professioneel tennisspeelster uit Tsjechië. Haar favoriete soorten ondergrond waren hardcourt en gravel. In het volwassenencircuit was ze actief van 1994 tot en met 2006. In de periode 1998 tot en met 2001 vertegenwoordigde ze Tsjechië in de Fed Cup.

## Loopbaan

### Enkelspel
Als juniorspeelster won Chládková internationale toernooien in onder meer: Roemenië (1994), Luxemburg (1994) en Kroatië (1996).
Chládková debuteerde bij de volwassenen in 1994 op het ITF-toernooi van Bad Gögging (Duitsland) – ze verloor in de eerste ronde. Het jaar erna stond ze voor het eerst in een finale, op het ITF-toernooi van Edinburgh – ze won de titel door Française Karolina Jagieniak te verslaan. Na, aansluitend, nog een tweede ITF-toernooi in Edinburgh te hebben gewonnen, kwam ze voor het eerst in het WTA-circuit uit, op het toernooi van Praag – ze bereikte er de tweede ronde.
Chládková stond in 1999 voor het eerst in een WTA-finale, op het toernooi van Knokke-Heist – ze verloor van de Spaanse María Sánchez Lorenzo. In totaal speelde Chládková drie keer in een WTA-finale maar ze wist er geen te winnen. Wel behaalde ze zeven ITF-titels, de laatste keer in 2002 in Modena (Italië).
Haar beste resultaat op de grandslamtoernooien is het bereiken van de kwartfinale op Wimbledon in 1997 – terwijl dit pas haar derde grandslam-optreden was, verraste ze in de tweede ronde de Amerikaanse Lindsay Davenport die op dat moment nummer acht van de wereldranglijst was; ze verloor ten slotte van de als eerste geplaatste latere winnares, de Zwitserse Martina Hingis. Op het WTA-toernooi van Rosmalen 2005 versloeg ze in de tweede ronde de Russin Jelena Dementjeva, op dat moment nummer zes van de wereldranglijst. Haar hoogste positie op de WTA-ranglijst is de 31e plaats, die ze bereikte in juni 2003. Daarmee verscheen ze in de plaatsingslijst van Wimbledon in dat jaar.

### Dubbelspel
Chládková was in het dubbelspel minder actief dan in het enkelspel. Ze won vier ITF-toernooien. Haar beste prestatie in het WTA-circuit is het bereiken van de halve finale, in 2003 eenmaal in Warschau en eenmaal in Helsinki; in 2005 een keer in Parijs en een keer nogmaals in Warschau.
Op de grandslamtoernooien bereikte ze eenmaal de derde ronde, op Roland Garros in 2004, aan de zijde van Russin Jelena Dementjeva. Haar hoogste positie op de WTA-ranglijst is de 74e plaats, die ze bereikte in januari 2006.

## Posities op deWTA-ranglijst enkelspel
Positie per einde seizoen:
| jaartal | rank |  | jaartal | rank |
| ------- | ---- |  | ------- | ---- |
| 2006    | 578  |  | 2000    | 51   |
| 2005    | 130  |  | 1999    | 57   |
| 2004    | 54   |  | 1998    | 134  |
| 2003    | 43   |  | 1997    | 50   |
| 2002    | 63   |  | 1996    | 77   |
| 2001    | 50   |  | 1995    | 276  |

## Palmares
| Legenda                | Legenda                  |
| ---------------------- | ------------------------ |
| Grandslamtoernooi      |                          |
| Olympische Spelen      |                          |
| Year-End Championships |                          |
| tot 2009               | 2009 – 2020 / vanaf 2021 |
| Tier I                 | Premier Mandatory        |
| Tier II                | Premier Five / WTA 1000  |
| Tier III               | Premier / WTA 500        |
| Tier IV & V            | International / WTA 250  |
|                        | Challenger / WTA 125     |

### WTA-finaleplaatsen enkelspel
| nr.              | datum      | toernooi         | ondergrond | tegenstandster        | score         |         |
| ---------------- | ---------- | ---------------- | ---------- | --------------------- | ------------- | ------- |
| verloren finales |            |                  |            |                       |               |         |
| 1.               | 1999-08-08 | WTA Knokke-Heist | gravel     | María Sánchez Lorenzo | 7-6, 4-6, 2-6 | details |
| 2.               | 2000-02-20 | WTA Hannover     | hardcourt  | Serena Williams       | 1-6, 1-6      | details |
| 3.               | 2002-08-11 | WTA Helsinki     | gravel     | Svetlana Koeznetsova  | 6-0, 3-6, 6-7 | details |

### WTA-finaleplaatsen dubbelspel
Geen.

## Resultaten grandslamtoernooien
| Legenda | Legenda                          |
| ------- | -------------------------------- |
| g.t.    | geen toernooi gehouden           |
| l.c.    | lagere categorie                 |
| –       | niet deelgenomen                 |
| G       | uitgeschakeld in de groepsfase   |
| 1R      | uitgeschakeld in de eerste ronde |
| 2R      | uitgeschakeld in de tweede ronde |
| 3R      | uitgeschakeld in de derde ronde  |
| 4R      | uitgeschakeld in de vierde ronde |
| KF      | uitgeschakeld in de kwartfinale  |
| HF      | uitgeschakeld in de halve finale |
| F       | de finale verloren               |
| W       | het toernooi gewonnen            |
| w-v     | winst/verlies-balans             |

### Enkelspel
| Toernooi        | 1997 | 1998 | 1999 | 2000 | 2001 | 2002 | 2003 | 2004 | 2005 |
| --------------- | ---- | ---- | ---- | ---- | ---- | ---- | ---- | ---- | ---- |
| Australian Open | 1R   | 1R   | 1R   | 2R   | 3R   | 1R   | 4R   | 2R   | 2R   |
| Roland Garros   | 1R   | 1R   | 1R   | 2R   | 3R   | 1R   | 2R   | 3R   | 1R   |
| Wimbledon       | KF   | 1R   | 1R   | 1R   | 1R   | 2R   | 2R   | 3R   | 1R   |
| US Open         | 2R   | –    | 1R   | 1R   | 2R   | 2R   | 2R   | 1R   | 1R   |

### Vrouwendubbelspel
| Toernooi        | 2004 | 2005 | 2006 |
| --------------- | ---- | ---- | ---- |
| Australian Open | –    | 2R   | 1R   |
| Roland Garros   | 3R   | 1R   | –    |
| Wimbledon       | 1R   | 2R   | –    |
| US Open         | 1R   | 2R   | –    |

### Gemengd dubbelspel
| Toernooi        | 2003 |
| --------------- | ---- |
| Australian Open | –    |
| Roland Garros   | 2R   |
| Wimbledon       | –    |
| US Open         | 1R   |